# 东夷都护府
东夷都护府，唐朝前期管理内附的奚和契丹的事务的机构。
贞观初年，唐太宗于营州设立东夷校尉。贞观二十二年（648年），契丹和奚族内附唐朝，唐太宗以契丹为松漠都督府，其首领窟哥为都督，奚为饶乐都督府，其首领可度者为都督。十一月辛丑，改东夷校尉为东夷都护府，管辖奚族和契丹的羁縻州府。治所在营州，永徽以后东夷都护始改由营州都督兼任，武则天时契丹李尽忠攻克营州，东夷都护府废除。唐玄宗开元年间，唐朝收复营州，但没有再设东夷都护府，用平卢节度使或幽州节度使押两蕃使代替。

## 行政区划
| 都督府     | 州名   | 现在地名                             | 原部落               |
| ---------- | ------ | ------------------------------------ | -------------------- |
| 饶乐都督府 | 饶乐州 | 内蒙古自治区宁城县                   | 以奚可度者部置       |
| 饶乐都督府 | 弱水州 | 河北省承德市                         | 以奚阿会部置         |
| 饶乐都督府 | 祁黎州 | 内蒙古喀喇沁旗                       | 以奚处和部置         |
| 饶乐都督府 | 洛瑰州 | 河北省沽源县                         | 以奚奥失部置         |
| 饶乐都督府 | 太鲁州 | 内蒙古多伦县                         | 以奚度稽部置         |
| 饶乐都督府 | 渴野州 | 河北省平泉县                         | 以奚俟析部置         |
| 松漠都督府 | 松漠州 | 内蒙古自治区翁牛特旗新苏莫苏木       | 以契丹大贺氏窟哥部置 |
| 松漠都督府 | 无逢州 | 内蒙古自治区通辽市                   | 以契丹独活部置       |
| 松漠都督府 | 匹黎州 | 内蒙古扎鲁特旗鲁北镇                 | 以契丹出伏部置       |
| 松漠都督府 | 赤山州 | 内蒙古阿鲁科尔沁旗巴彦花镇乌兰苏木村 | 以契丹出伏部置       |
| 松漠都督府 | 羽陵州 | 内蒙古巴林左旗哈拉哈达镇石房子       | 以契丹芬问部置       |
| 松漠都督府 | 日连州 | 内蒙古林西县黄土坑古城               | 以契丹突便部置       |
| 松漠都督府 | 万丹州 | 内蒙古翁牛特旗乌丹镇                 | 以契丹坠斤部置       |
| 松漠都督府 | 峭落州 | 内蒙古奈曼旗八仙筒镇                 | 以契丹达稽部置       |
| 松漠都督府 | 徒河州 | 内蒙古赤峰市风水沟镇哈拉木头村古城   | 以契丹大贺氏芮奚部置 |
| 松漠都督府 | 弹汗州 | 内蒙古敖汉旗木头营子乡新民村         | 以契丹大贺氏纥便部置 |

## 历任都护
- 薛万淑，贞观初，营州都督兼检校东夷校尉
- 张俭，营州都督，兼护东夷校尉（贞观十八年左右），二十二年（648年）改称东夷都护，永徽四年（653年）卒于官。
- 程名振，永徽六年（655年）任营州都督兼东夷都护
- 李冲寂，麟德年间（664—665年）
- 李晦，乾封年间（666—668年）
- 周道务，调露元年（679年）左右任营州都督
- 屈突诠，684年左右任营州都督
- 李道谦
- 赵文翙，万岁通天元年（696年）五月被杀。